# Spoorlijn Deutzerfeld - Kalk
De spoorlijn Deutzerfeld - Kalk was een Duitse spoorlijn en was als spoorlijn 30 onder beheer van DB Netze.

## Geschiedenis
Het traject werd door de Preußische Staatseisenbahnen geopend op 1 april 1895. In juli 1909 is de lijn gesloten en vervolgens opgebroken.

## Aansluitingen
In de volgende plaatsen is of was er een aansluiting op de volgende spoorlijnen:
Köln Deutzerfeld
DB 2650, spoorlijn tussen Keulen en Hamm
Köln-Kalk
DB 2651, spoorlijn tussen Keulen en Gießen